# Micraeschus curvifascia
Micraeschus curvifascia là một loài bướm đêm trong họ Noctuidae.